# Ierse mythologie
Ierse mythologie is de mythologie van voorchristelijk Ierland. Ze is overgeleverd in middeleeuwse teksten die vaak onderverdeeld worden in de Ulstercyclus, de Finncyclus, de mythologische cyclus en de historische cyclus. Daarnaast zijn er diverse volksverhalen waarin mythologische personages voorkomen en een aantal teksten die niet bij de vier cycli ingedeeld kunnen worden.
De drie belangrijkste bronnen zijn het 11e-eeuwse Lebor na hUidre, het 12e-eeuwse Lebor Laignech en het Rawlinson manuscript. De taal die gebruikt wordt in deze teksten is echter ouder en gaat vermoedelijk terug tot de 6e eeuw.

## De mythologische cyclus
De mythologische cyclus beschrijft de geschiedenis van de Tuatha Dé Danann en de komst van de Gael naar Ierland. De bekendste bron is Lebor Gabála Érenn. Andere verhalen zijn Bodb Derg, Tochmarc Étaíne (Etain het hof maken), Cath Maige Tuireadh en het verhaal over de kinderen van Lir.

## Ulstercyclus
De Ulstercyclus beschrijft de geschiedenis van de Ulaid in de regeerperiode van Conchobar mac Nessa en episodes uit de periode die daaraan voorafging. Belangrijke personages zijn onder andere de held Cú Chulainn en Medb, de koningin van Connacht. De verhalen spelen zich op diverse plaatsen in Ierland af, maar vooral rond het hof van Conchobar in Emain Macha. De Táin Bó Cúailnge (de runderroof van Cooley), Togail Bruidne Dá Derga (de verwoesting van Da Derga's pension) en het verhaal over Deirdre behoren tot deze cyclus.

## Finncyclus
De Finncyclus verhaalt over de held Fionn mac Cumhaill en de fianna. Het speelt zich voornamelijk af in Leinster en Munster. In tegenstelling tot de Ulstercyclus is de Finncyclus voornamelijk in poëzie opgeschreven.

## Zie ook

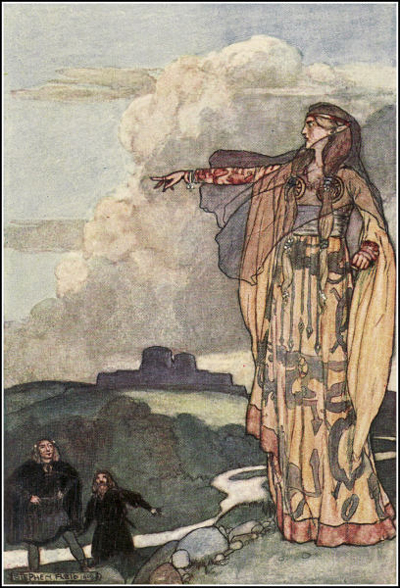
Emain Macha
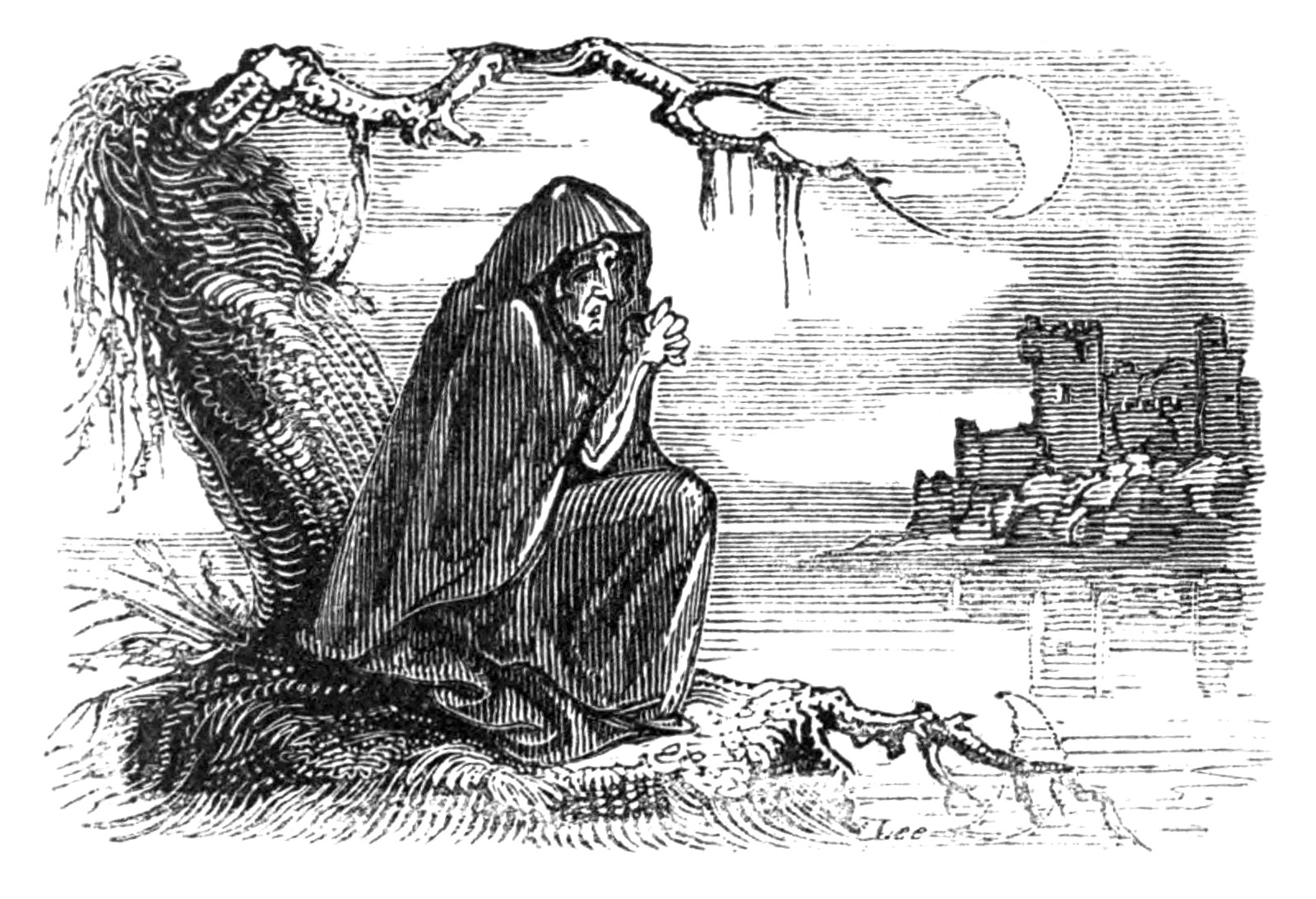
Banshee
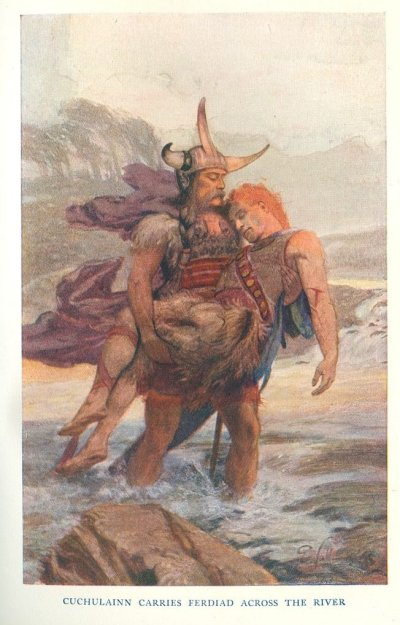
Ferdiad
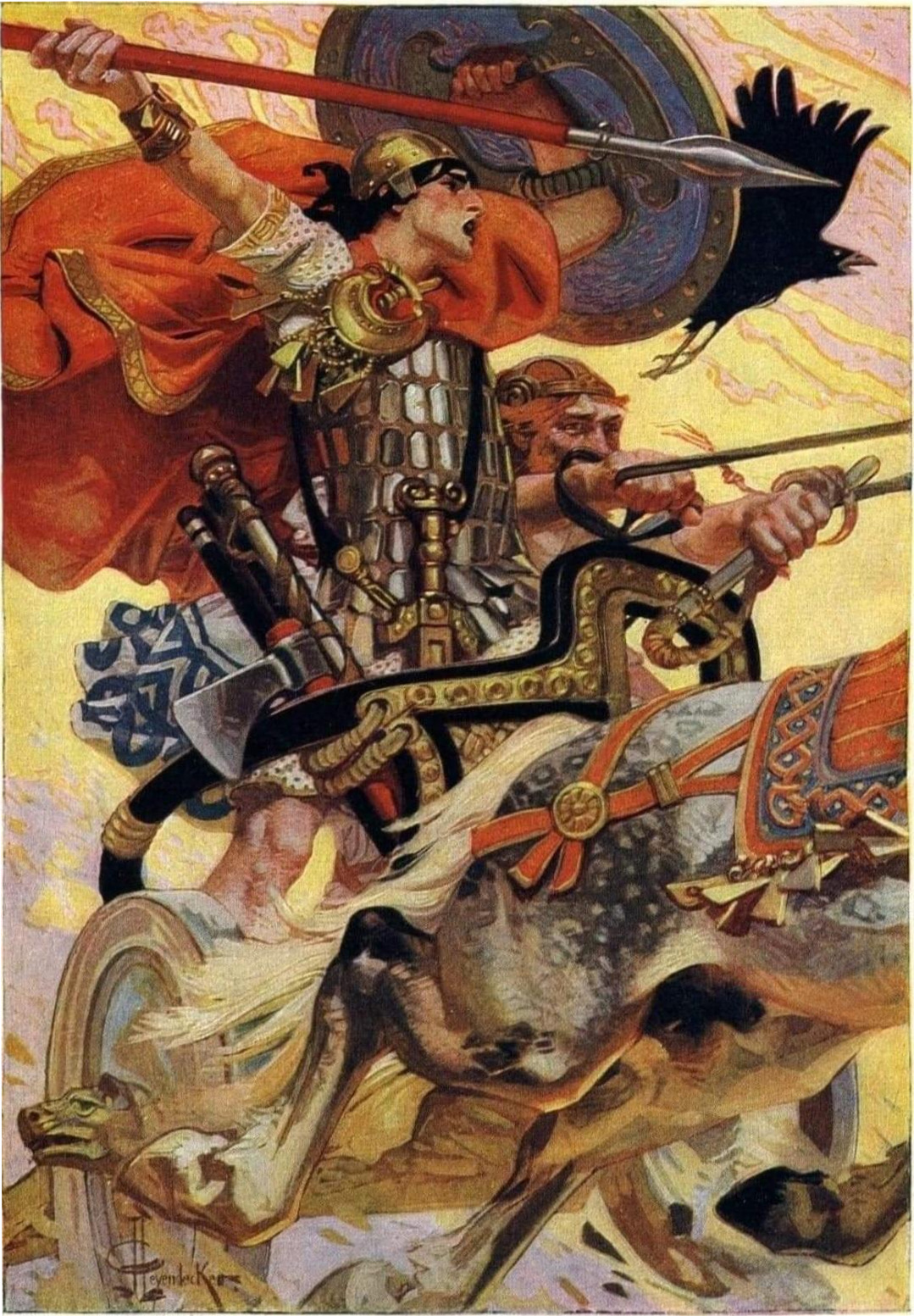
Cú Chulainn